# محمد الصالح محمدي
محمد الصالح محمدي ولد في 1939 هو سياسي جزائري و وزير داخلية سابق.
بدأ حياته المهنية في وزارة العدل نائبا لمدير الشؤون الجنائية والعفو في عام 1965 ثم عُين مديرًا للشؤون القضائية في عام 1969 قبل أن يصبح الأمين العام للوزارة من 1978 إلى 1981.

## وظائف
- 1981 - 1986 أول رئيس للمحكمة العليا
- 1986 - 1989 ، الأمين العام للحكومة.
- 1989 - 1991 ، وزير الداخلية.